# Andreas Boltz
Andreas Boltz est un organiste, chef de chœur et compositeur allemand, né à Wurtzbourg en Bavière (Allemagne), le 13 juillet 1964.

## Biographie
Boltz suivit des études de musique religieuse catholique à la Hochschule für Musik de sa ville natale. Il obtint en 1989 le brevet A dans cette matière ainsi que le diplôme d'État de professeur de musique. En 1992 il obtint le brevet master en orgue auprès du professeur Günther Kaunzinger. Boltz suivit également divers cours, notamment auprès de Fritz ter Wey (direction de chœur), Daniel Roth, Francoise Renet, Guy Bovet et Jon Laukvik (orgue), Kurt Suttner (physiologie vocale), Glen Wilson (clavecin) ainsi que Zsolt Gárdonyi (composition).
Il fut de 1989 à 1993 assistant auprès du maître de chapelle de la Cathédrale Saint-Kilian de Wurtzbourg. Depuis 1993 il est responsable de la musique religieuse catholique du diocèse de Mayence à Darmstadt ainsi que professeur de direction et d'orgue à l'institut épiscopal de musique sacrée de Mayence.
Il a accompli divers enregistrements en tant que chef de chœur et organiste pour les télévisions et radios allemandes italiennes, autrichiennes et espagnoles. Divers concerts l'ont emmené dans plusieurs pays européens. De 1994 à 1995 il fut chef du Musikverein Darmstadt, une chorale d'amateurs collaborant avec le théâtre national de Darmstadt. En 1995 il fonda le Vocalensemble Darmstadt, une chorale de 35 personnes environ, se réunissant deux à trois fois par an pour des projets.
Depuis Juin 2011, Andreas Boltz et Dommusikdirektor à la cathédrale Saint-Barthélemy de Francfort.

## Œuvres
Il obtint un prix de composition à Trieste (Italie) en 1992, le premio speciale. En 1998, on lui demanda de composer des chants pour la messe de clôture des journées catholiques allemandes à Mayence.

## CDs
- Weihnachtslied – Improvisationen vom Darmstädter Glockenspiel
- Orgelmusik des 19. Jahrhunderts an Dreymann-Orgeln in Rheinhessen
- Ehre sei Gott in der Höhe – Weihnachtliche Orgelmusik an der Winterhalter-Orgel von St. Ludwig, Darmstadt
- Duettissimo A 3 – Christina Bockschweiger (Sopran), Manfred Bockschweiger (Trompete), Andreas Boltz (Orgel)
- Mainzer Bistumsmesse -  Composition en cooperation de six chantres régionals de Évêché Mainz: Dan Zerfass, Nicolo Sokoli, Ruben J. Sturm, Ralf Stiewe, Thomas Gabriel, Andreas Boltz (2010)[1]
- Mainmixtures - Komponisten in Frankfurt, eingespielt an den Klais-Orgeln des Frankfurter Kaiserdoms (2013)[2]
- Ave Maria - Marianische Orgelmusik, an der Orgel der Wallfahrtskirche St. Maria in Dieburg (2014)[3]
- Mainstream - Klangströme und Stromklänge, an den Klais-Orgeln des Frankfurter Kaiserdoms (2017)[4]